# Ohyb

Prostý nosník namáhaný ohybem

Ohyb charakterizuje chování prvku (například stavebního či strojního) v závislosti na vnějším zatížení, které působí kolmo na podélnou osu elementu. Ohyb je možné reprezentovat jako dvojice působení podélného tahového a tlakového namáhání, mezilehlá osa, která namáhána není, se nazývá neutrální osa.

## Ohyb nosníku

### Bernoulli-Navierova hypotéza

Grafické znázornění zachování rovinnosti průřezu po deformaci

V Bernoulli-Navierově hypotéze (dále jen BN) v teorii ohybu je základním předpokladem splnění rovinnosti průřezu. Jinými slovy musí platit, že průřez, který je rovinný a kolmý na střednici prutu před deformací musí být rovinný a kolmý na střednici i po deformaci. Tento předpoklad tedy zanedbává vznik smykové deformace.
Představme si, že máme nosník z homogenního isotropního materiálu, který je zatížen spojitým zatížením {\displaystyle q(x)}. Pokud budeme předpokládat platnost BN hypotézy spolu s předpokladem malých deformací, potom lze podélnou deformaci tohoto prutu popsat diferenciální rovnicí, která nabývá tvaru
{\displaystyle u={\frac {dw}{dx}}z},
kde {\textstyle u} je deformace ve směru podélné osy prutu. Pokud se nacházíme v oblasti pružné deformace, potom musí platit tato geometrická rovnice
{\displaystyle \varepsilon _{x}={\frac {du}{dx}}={\frac {d^{2}w}{dx^{2}}}z}
a také samozřejmě fyzikální rovnice dávající do souvislosti poměrnou deformaci a napětí (nazývána též Hookův zákon). Tato rovnice je tvaru
{\displaystyle \sigma _{x}=E\varepsilon _{x}}
Po dosazení dostáváme
{\displaystyle \sigma _{x}=E{\frac {d^{2}w}{dx^{2}}}z}
V jednoduchých variantách ohybu se předpokládá, že deformace je způsobena právě ohybovým momentem (zanedbáme kroutící momenty a jiné silové i nesilové účinky), jehož působení po průřezu lze zapsat též diferenciální rovnicí. Tato rovnice vyjadřuje skutečnost, že moment je roven součinu všech normálových sil působících na průřezu a jejich vzdáleností od neutrální osy. Pokud ohyb probíhá v rovině {\textstyle xz}, potom platí
{\displaystyle M_{y}=\int _{A}{\sigma _{x}zdA}},
kde {\textstyle A} je plocha průřezu kolmého na podélnou osu prutu. Nyní můžeme dvě výše uvedené rovnice dosadit do sebe a spolu s uvážením faktu, že moment setrvačnosti {\textstyle I_{y}=\int _{A}{z^{2}}}, musí platit
{\displaystyle M_{y}=EI_{y}{\frac {d^{2}w}{dx^{2}}}}
kde {\displaystyle E} je Youngův modul pružnosti, {\displaystyle I} je moment setrvačnosti průřezu a {\displaystyle w(x)} je funkce popisující deformaci (posun) neutrální osy nosníku.
Toto je základní diferenciální rovnice ohybu prutu za předpokladu BN hypotézy, též nazývaná rovnice ohybové čáry.